# Hùng biện
Khả năng hùng biện (tiếng Latin eloquentia) là năng lực diễn thuyết trước công chúng sao cho trôi chảy, sinh động, trang nhã và đầy sức thuyết phục, thể hiện  sức mạnh biểu cảm được bộc lộ qua vẻ đẹp của ngôn ngữ, nhờ đó mà thu hút và thuyết phục người nghe.
Khái niệm hùng biện xuất hiện từ thời Hy Lạp cổ đại, Calliope (một trong chín cô con gái của Thần vương Zeus và Mnemosyne) được xem là nữ thần thi ca truyền cảm hứng cho các thiên sử thi và khả năng hùng biện.
Tài hùng biện có gốc Latin loqu hoặc loc (nói), "hùng biện" là khả năng thấu hiểu và sử dụng ngôn ngữ sao cho tạo ra sức mạnh thuyết phục.
Tác giả Petrach (1304 - 1374), trong một công trình khảo cứu về cổ văn Hy Lạp-La Mã và thời kỳ Phục hưng Ý, đã tập chú vào ngôn ngữ và truyền thông học. Sau khi thông thạo một ngôn ngữ, bước kế tiếp của người theo đuổi môn học này là nhắm đến một "đẳng cấp hùng biện", nghĩa là có khả năng trình bày cách mạch lạc, hùng hồn và trang nhã những  ý tưởng và luận cứ sao cho thuyết phục người nghe tin tưởng vào quan điểm của mình. Petrach khuyến khích sinh viên học tập những tác giả cổ điển từ thuật dụng ngữ đến kỹ thuật kết hợp cách trình bày rõ ràng, chuẩn xác  với những tư tưởng đạo đức. Những nhà nhân văn thời kỳ phục hưng quan tâm đến mối  quan hệ hỗ tương giữa thuyết trình và các nguyên tắc chính trị, xem đó là công cụ hữu hiệu giúp trình bày và thuyết phục công chúng tin vào các khái niệm được lựa chọn. Trọng tâm của thuyết trình là trang nhã trong phong cách, súc tích và chuẩn xác trong ngôn từ, hợp lý và gây xúc cảm trong luận cứ.

## Hùng biện chính trị
Một trong những chìa khóa dẫn đến thành công trong sự nghiệp chính trị của các chính khách là biết sử dụng thuật hùng biện. Marcus Antonius (83 TCN – 30 TCN), một tướng lĩnh và chính khách La Mã, đã đọc một trong những bài diễn văn đáng nhớ nhất trong lịch sử, được đưa vào vở kịch Julius Caesar của Shakespeare; Shakespeare đã sử dụng lời hiệu triệu của Antonius "Các bạn hữu, cư dân thành La Mã, và toàn thể đồng bào, xin hãy lắng nghe tôi".
Các chính khách đương đại từ hai phía đối nghịch nhau như Franklin D. Roosevelt, Winston Churchill, Joseph Stalin, Adolf Hitler, Joseph Goebbels, Benito Mussolini, và Francisco Franco đều tỏ ra thành thục khi sử dụng thuật hùng biện để gây hiệu ứng trong công luận và đã thành công trong nỗ lực lôi kéo cả thế giới tham gia Chiến tranh thế giới thứ hai. Gần đây, Bill Clinton và Fidel Castro được xem là những chính trị gia có kỹ năng ngang hàng với những nhân vật kể trên trong thuật hùng biện.
Tài hùng biện là một sự kết hợp giữa khả năng thiên bẩm và sự rèn luyện để thông hiểu ngôn ngữ, nắm vững kiến thức chuyên môn và kiến thức tổng quát về triết học, luận lý học, cũng như khả năng kiến tạo một bố cục chặt chẽ và thuyết phục để trình bày quan điểm của mình.
Theo Oliver Goldsmith, "Thuật hùng biện chân chính không có nghĩa là trình bày những điều vĩ đại  theo phong cách hoành tráng, nhưng là nói về chúng cách đơn giản và dễ hiểu; nói chính xác, không hề có phong cách hoành tráng, bởi vì sự hoành tráng ẩn giấu ngay trong chính sự việc cần trình bày; và nếu không được như thế, thì chỉ còn là những lời huênh hoang, sáo rỗng mà không có tác dụng gì cả." (Về Thuật Hùng biện, 1759).